# Kathleen Myers
Kathleen Myers (Covington, 16 aprile 1899 – Cincinnati, 27 settembre 1959) è stata un'attrice statunitense.

## Filmografia
- The Decorator, regia di Jess Robbins - cortometraggio (1920)
- The Trouble Hunter, regia di Jess Robbins - cortometraggio (1920)
- The Soft Boiled Yegg, regia di Harry Edwards - cortometraggio (1920)
- The Backyard, regia di Jess Robbins - cortometraggio (1920)
- The Greenhorn, regia di Chuck Reisner - cortometraggio (1921)
- Reputation, regia di Stuart Paton (1921)
- The Yellow Streak, regia di Jacques Jaccard - cortometraggio (1921)
- The Heritage of Hate - cortometraggio
- The Secret Four, regia di Albert Russell, Perry N. Vekroff - serial (1921)
- Captain Kidd, regia di Burton L. King, J.P. McGowan - serial (1922)
- Flaming Hearts, regia di Clifford S. Elfelt (1922)
- Der Fluch der Habgier (1922)
- Stolen Secrets, regia di Irving Cummings (1924)
- Babbitt, regia di Harry Beaumont (1924)
- Midnight Secrets, regia di Jack Nelson (1924)
- Why Hurry?, regia di Harold Beaudine (1924)
- Cheap Kisses, regia di John Ince, Cullen Tate (1924)
- Dick Turpin, regia di J.G. Blystone (1925)
- Love Goofy, regia di Gilbert Pratt - cortometraggio (1925)
- His Supreme Moment, regia di George Fitzmaurice (1925)
- Sit Tight
- Heads Up, regia di Harry Garson (1925)
- Goat Getter, regia di Albert S. Rogell (1925)
- Io e la vacca (Go West), regia di Buster Keaton
- Smilin' at Trouble, regia di Harry Garson (1925)
- The Traffic Cop, regia di Harry Garson (1926)
- Sir Lumberjack, regia di Harry Garson (1926)
- Lucky Fool (1926)
- The Gentle Cyclone, regia di W. S. Van Dyke (1926)
- Mulhall's Greatest Catch, regia di Harry Garson (1926)
- Kosher Kitty Kelly, regia di James W. Horne (1926)
- The Flying Mail , regia di Noel M. Smith (1926)
- The Fourth Commandment, regia di Emory Johnson (1927)
- She's My Baby, regia di Fred Windemere (1927)
- Ladies Beware, regia di Charles Giblyn (1927)
- A Gentleman Preferred, regia di Arthur Hotaling (1928)